# Блюменфельд, Лев Александрович
Лев Александрович Блюменфельд (23 ноября 1921, Москва — 3 сентября 2002) — российский советский физик, основатель крупнейшей биофизической школы, участник Великой Отечественной войны, Заслуженный деятель науки РФ (1999).

## Биография
Родился в семье бухгалтера киностудии Мосфильм Александра Матвеевича Блюменфельда (1889—1942), репрессированного в 1938 году и умершего в лагере, и Полины Моисеевны Блюменфельд. Племянник художника Генриха Матвеевича Блюменфельда и жившего в эмиграции в Париже писателя Вениамина Матвеевича Блюменфельда, известного под псевдонимом Вениамин Корчемный (1884—1939).
С 1939 по 1941 год учился на химическом факультете МГУ, учёбу прервала Великая Отечественная война. Окончил химический факультет МГУ (1945).
Награждён 3 орденами и 8 медалями за боевые заслуги. Кандидат наук (1948).
Доктор наук (1954).
Глава лаборатории физики биополимеров Института химической физики Академии наук СССР.
Основал кафедру биофизики физического факультета МГУ (1959).
Заместитель главного редактора журнала «Биофизика» (Россия).
Глава Совета по радиоспектроскопии при АН СССР. Подготовил свыше тридцати докторов и многих кандидатов наук, определяющих исследования в современной биофизике.
Автор 7 научных трудов и более трёхсот различных научных работ.
Похоронен в Москве на Донском кладбище.

## Награды
- Ордена Отечественной войны I (1944)[2] и II (1945)[3] степеней,
- Орден Трудового Красного Знамени (1990).[4]
- Заслуженный деятель науки РФ (1999).
- Ломоносовская премия МГУ (2001).

## Труды
- Применение электронного парамагнитного резонанса в химии  / Л. А. Блюменфельд, В. В. Воеводский, А. Г. Семёнов ; Акад. наук СССР. Сиб. отд-ние. Ин-т хим. кинетики и горения СО АН СССР. Ин-т хим. физики АН СССР. - Новосибирск : Изд-во Сиб. отд-ния АН СССР, 1962. - 240 с. : черт.; 27 см.
- «Современные проблемы биофизики»
- Гемоглобин и обратимое присоединение кислорода / Л.А. Блюменфельд. - Москва : Сов. наука, 1957. - 139 с. : ил.; 22 см.
- Проблемы биологической физики / Л.А. Блюменфельд. - Москва : Наука, 1974. - 335 с. : черт.; 20 см. - (Физика жизненных процессов).
  - 2-е изд., испр. и доп. - Москва : Наука, 1977. - 336 с.
- Курс квантовой химии и строения молекул / Л. А. Блюменфельд, А. К. Кукушкин. - М. : Изд-во МГУ, 1980. - 136 с. : ил.; 20 см.
- Решаемые и нерешаемые проблемы биологической физики / Л.А. Блюменфельд. - М. : УРСС, 2002. - 157, [1] с. : ил., табл.; 22 см.; ISBN 5-354-00121-8

редакторская деятельность
- Теория информации в биологии : [Доклады симпозиума] / Перевод [с англ.] В. Т. Хозяинова и И. П. Шмелева ; Под ред. и с предисл. Л. А. Блюменфельда. - Москва : Изд-во иностр. лит., 1960. - 399 с., 1 л. ил. : ил.; 28 см.
- Радиоспектроскопические и квантовохимические методы в структурных исследованиях [Текст] : Сборник статей / Отв. ред. Л. А. Блюменфельд [и др.] ; АН СССР. - [Москва] : Наука, 1967. - 264 с. : черт.; 26 см.
- Биофизика мембран : [Сб. статей] / АН СССР, Науч. совет по пробл. биол. физики, Ин-т биол. физики; [Отв. ред. Л. А. Блюменфельд]. - М. : Наука, 1981. - 331 с. : ил.; 21 см.
- Чарный, Абрам Маркович. Патофизиология гипоксических состояний / Под общ. ред. П. Д. Горизонтова. - 2-е изд., посмертно перераб. Л. А. Блюменфельдом [и др.]. - Москва : Медгиз, 1961. - 343 с. : ил.; 20 см.

Увлечения
- «Две жизни» (под псевдонимом Лев Александров)
- Стихи и переводы разных лет / Лев Блюменфельд. - М. : УРСС, 2001. - 104 с.; 20 см.; ISBN 5-8360-0346-7

## Интересные факты
Известна песня «Три вещи в дрожь приводят нас…» на стихи Редьярда Киплинга в переводе Льва Блуменфельда, музыка Сергея Никитина (исполняет Никитин).